# Група ядерного планування НАТО
Група ядерного планування, ГЯП (англ. Nuclear Planning Group, NPG) ухвалює рішення з питань ядерної політики Альянсу, яка зазнає постійного аналізу, коригується або адаптується у світлі останніх подій.
З часу закінчення холодної війни, Альянсу вдалося значно знизити свою залежність від ядерних сил. Попри те, що вони зберігають своє місце як складова політики стримування НАТО, їх роль носить, по суті, політичний характер, і вони не спрямовані проти будь-якої конкретної загрози.
Всі країни-члени НАТО, окрім Франції, входять до складу Групи ядерного планування, головою якої є Генеральний секретар НАТО.

## Роль Групи ядерного планування
ГЯП є вищою інстанцією в НАТО, уповноваженою ухвалювати рішення з питань ядерної політики, аналогічно Північноатлантичній раді у питаннях, що належать до її компетенції.
Обговорення, які ведуться в Групі, охоплюють велике коло питань ядерної політики, включаючи питання забезпечення безпеки, охорони та живучості ядерної зброї, системи зв'язку та інформації, а також питання розгортання ядерних сил. В число обговорюваних тем також входять ширщі питання, що викликають загальну заклопотаність, такі як контроль над ядерною зброєю і її поширенням.
Роль Групи ядерного планування полягає в аналізі ядерної політики НАТО у світлі постійно мінливих проблем безпеки в міжнародній обставі і її необхідної адаптації.
Група є форумом, на якому країни-члени Північноатлантичного союзу можуть взяти участь в розробці ядерної політики та рішень про побудову ядерних сил НАТО, незалежно від того, чи є у них ядерна зброя. Узгоджувані напрямки політики відображають тим самим загальну позицію всіх країн-учасниць. Рішення в ГЯП ухвалюються на основі консенсусу, як і в усіх комітетах НАТО.

## Порядок роботи
Повсякденна робота в Групі ядерного планування здійснюється її апаратом, до складу якого входять співробітники національних представництв усіх країн-учасниць. Апарат займається підготовкою засідань ГЯП на рівні постійних представників і веде детальну роботу від їх імені. Засідання групи проводяться один раз на тиждень, а також скликаються за потреби.
Головним консультативним органом для ГЯП з питань ядерної політики та планування є Група високого рівня (ГВР). У 1998–1999 роках ГВР також взяла на себе функції та обов'язки колишньої Групи вищого рівня з захисту зброї (ДВНЗ), в компетенцію якої входили питання забезпечення безпеки ядерної зброї, його охорони та збереження. Головують в ГВР США, до її складу входять особи, що визначають ядерну політику, і експерти, що направляються зі столиць країн НАТО. Засідання Групи, на яких обговорюються аспекти ядерної політики, планування та побудови сил НАТО, а також питання забезпечення безпеки, охорони та збереження ядерної зброї, проводяться кілька разів на рік.
Засідання ГЯП проводяться за потреби на рівні послів і один раз на рік на рівні міністрів оборони.